# Eliza Underwood
Eliza Underwood, née Eliza Brown le 15 mars 1866 à Clinton en Caroline du Nord, décédée le 27 janvier 1981 à Washington D.C., était une supercentenaire américaine qui fut la doyenne de l'humanité du 5 novembre 1978 jusqu'à sa mort. Dans les premiers mois de l'année 2025, le Groupe de recherche en gérontologie a rassemblé tous les documents disponibles sur la vie d’Eliza Underwood pour réexaminer son affirmation concernant son âge afin d’en vérifier l’exactitude. C'est à l'issue de ces recherches qu'il apparaît qu'Eliza Underwood a été la première personne reconnue pour avoir atteint l'âge de 114 ans.

## Biographie
Eliza Brown était la fille de Charles et Violet Butler Brown. Elle est née à Clinton, dans le comté de Sampson, en Caroline du Nord, le 15 mars 1867. Ses parents, Charles (dit Charlie) Brown et Violet Butler, étaient des esclaves affranchis. Elle fut élevée par une famille blanche des environs.
C'est dans sa ville natale qu'Eliza Brown épousa Isham Underwood en 1890. Le couple s'installa en Géorgie, où il eut une fille, Lenorah, et une autre fille adoptive, Minnie, accueillie en 1912. Le recensement de 1900 indique que le couple aurait également eu un fils, né en 1897. En 1912, ils adoptèrent une autre fille.  La famille déménagea ensuite dans le Mississippi, où Eliza devint veuve en 1953.
Elle est arrivée à San Antonio, au Texas, en 1973 et a vécu avec sa fille Lenorah jusqu'à son décès. Eliza a ensuite déménagé à Washington D.C. pour y vivre avec sa fille adoptive Minnie. Eliza Underwood est décédée à Washington D.C. le 27 janvier 1981, à l'âge présumé de 113 ans.

## Revalidation de sa date de naissance
Eliza Underwood a déclaré au cours de sa vie différentes années de naissance, telles que 1877, 1869, 1867 et 1865. Il n'existe aucun acte de naissance connu pour Eliza, ce qui n'était pas rare à l'époque pour les Noirs aux États-Unis, en particulier dans les États du Sud. Il reste donc des documents de recensement et d'autres documents pour examiner son âge déclaré.
À la fin de sa vie, sa dernière date de naissance déclarée était le 15 mars 1867, qui fut celle retenue par le généalogiste Rollan Albano de Longevi Quest. Lors du recensement de 1900, elle a indiqué « octobre 1865 ». En 1944, lors de sa demande de Sécurité sociale, elle a indiqué le 15 mai 1877. Dans l'index des décès de la sécurité sociale des États-Unis, elle est indiquée comme née le 15 mars 1869. Il existe donc une variation importante. Le mois de mai utilisé dans la demande de Sécurité sociale pourrait être une erreur administrative, car mars est utilisé la plupart du temps, y compris dans les articles de journaux relatant sa vie. On ignore pourquoi octobre a été choisi comme mois de naissance lors du recensement de 1900 ; l’âge et l’année indiqués ici restent toutefois intéressants. À l’époque, la sous-estimation de l’âge était fréquente chez les femmes, ce qui peut peut-être expliquer l’utilisation d’années de naissance beaucoup plus tardives au milieu et à la fin de la vie. Comme dans d’autres cas similaires, l’examen des documents d’enfance indiquant l’âge est généralement plus précis. Les parents sont moins susceptibles de se tromper d’âge lorsque leurs enfants sont encore sous leur toit.
Les informations les plus révélatrices et les plus importantes proviennent des recensements de 1870 et 1880. En 1870, Eliza était âgée de quatre ans. En 1880, elle avait 14 ans, ce qui s'avère cohérent. Les deux recensements ont été effectués en juin de leurs années respectives. Étant donné qu'elle a déclaré être née en mars de manière très constante, cela indiquerait une naissance en 1866. En fait, hormis les recensements de 1870 et 1880, ceux de 1900 et de 1910 confirment 1865 et 1866. Tous les actes de naissance confirment une naissance antérieure à 1867.
Le Groupe de recherche en gérontologie a donc décidé en 2025 de relever l'âge initial validé d'Eliza de 113 ans et 318 jours à 114 ans et 318 jours.